# Campeonato Mundial de Patinaje Artístico sobre Hielo de 1937
El XXXV Campeonato Mundial de Patinaje Artístico se realizó en Viena (concurso masculino) entre el 12 y el 13 de febrero y en Londres (concurso femenino y por parejas) entre el 1 y el 2 de marzo de 1937 bajo la organización de la Unión Internacional de Patinaje sobre Hielo (ISU), la Federación Austriaca de Patinaje sobre Hielo y la Federación Británica de Patinaje sobre Hielo. 

## Resultados

### Masculino
| Puesto | Nombre        | País        | Puntos |
| ------ | ------------- | ----------- | ------ |
| Oro    | Felix Kaspar  | Austria     | 5      |
| Plata  | Graham Sharp  | Reino Unido | 10     |
| Bronce | Elemér Terták | Hungría     | 17     |

### Femenino
| Puesto | Nombre           | País        | Puntos |
| ------ | ---------------- | ----------- | ------ |
| Oro    | Cecilia Colledge | Reino Unido | 7      |
| Plata  | Megan Taylor     | Reino Unido | 14     |
| Bronce | Vivi-Anne Hultén | Suecia      | 25,5   |

### Parejas
| Puesto | Nombre                      | País        | Puntos |
| ------ | --------------------------- | ----------- | ------ |
| Oro    | Maxi Herber / Ernst Baier   | Alemania    | 8,5    |
| Plata  | Ilse Pausin / Erich Pausin  | Austria     | 14,5   |
| Bronce | Violet Cliff / Leslie Cliff | Reino Unido | 24,5   |

## Medallero
| Núm. | País        | Oro | Plata | Bronce | Total |
| ---- | ----------- | --- | ----- | ------ | ----- |
| 1    | Reino Unido | 1   | 2     | 1      | 4     |
| 2    | Austria     | 1   | 1     | 0      | 2     |
| 3    | Alemania    | 1   | 0     | 0      | 1     |
| 4    | Hungría     | 0   | 0     | 1      | 1     |
| 4    | Suecia      | 0   | 0     | 1      | 1     |
|      | TOTAL       | 3   | 3     | 3      | 9     |

| Predecesor: Francia 1936 | Campeonato Mundial de Patinaje Artístico sobre Hielo 1937 | Sucesor: Alemania - Suecia 1938 |

- Datos: Q695991
- Multimedia: 1937 World Figure Skating Championships / Q695991